# Jänissaaret (ö i Norra Savolax, Kuopio, lat 62,61, long 28,33)
Jänissaaret är en ö i Finland. Den ligger i sjön Suvasvesi och i kommunen Kuopio i den ekonomiska regionen  Kuopio ekonomiska region  och landskapet Norra Savolax, i den centrala delen av landet, 300 km nordost om huvudstaden Helsingfors. Öns area är 2,2 hektar och dess största längd är 330 meter i sydöst-nordvästlig riktning.